# Wybory lokalne w Bośni i Hercegowinie
Wybory lokalne w Bośni i Hercegowinie (bośn. i chorw.: Lokalni izbori u Bosni i Hercegovini, serb.: Локални избори у Босни и Херцеговини, Lokalni izbori u Bosni i Hercegovini) – wybory, w trakcie których uprawnieni do głosowania obywatele Bośni i Hercegowiny wybierają swoich reprezentantów do organów władzy na szczeblu lokalnym – rad gmin Federacji Bośni i Hercegowiny, zgromadzeń gminnych i miejskich Republiki Serbskiej oraz Zgromadzenia Dystryktu Brczko.
Wybory te odbywają się co cztery lata, w parzystych latach przestępnych. Przebieg wyborów nadzoruje Centralna Komisja Wyborcza Bośni i Hercegowiny.